# Xahriyar I ibn Karin
Shahriyar I ibn Karin fou ispahbad bawàndida de Tabaristan. Va succeir al seu avi Xarwin I ibn Surkhab (en un data desconeguda anterior al 817, en què apareix per primer cop). Va conspirar per expulsar dels seus dominis al karínida Mazyar ibn Karin, net de Bandad Hormozd (o Wandad Hormuzd), antic aliat bawàndida. Mazyar va anar a la cort del califa al-Ma'mun i va retornar el 822/823 amb el suport d'aquest darrer. El 825/826 va morir Xariyar i el va succeir el seu fill Xapur ibn Xahriryar (Sapor ibn Xariyar).